# Jesús Fernández Vaquero
Gregorio Jesús Fernández Vaquero (Turleque, 16 de agosto de 1953-Madrid, 24 de marzo de 2021) fue un maestro de educación secundaria y político español, diputado de la v, vi, vii, viii y ix legislaturas de las Cortes de Castilla-La Mancha y presidente de las mismas en la ix legislatura.

## Biografía
Nació en la localidad toledana de Turleque el 16 de agosto de 1953. Maestro de profesión, fue elegido por primera vez diputado en las Cortes de Castilla-La Mancha en las elecciones autonómicas de 1999 (correspondientes a la v legislatura, circunstancia que repitió de forma consecutiva por cuatro legislaturas más en los comicios de 2003, 2007, 2011 y 2015, desempeñando en este período todos los cargos de la mesa del parlamento regional.
En febrero de 2012 fue designado por Emiliano García-Page secretario de Organización de la organización territorial del Partido Socialista Obrero Español en la comunidad autónoma de Castilla-La Mancha, el Partido Socialista de Castilla-La Mancha (PSCM-PSOE). El día 18 de junio de 2015, fecha de constitución de la ix legislatura de las Cortes regionales, fue elegido presidente de la cámara con los votos de 17 de los 33 diputados.
Falleció el 24 de marzo de 2021 en un hospital de Madrid.